# Pino d'Asti
Pino d'Asti es un municipio italiano situado en la provincia de Asti, en Piamonte. Tiene una población estimada, a fines de enero de 2024, de 219 habitantes.

## Evolución demográfica
| Gráfica de evolución demográfica de Pino d'Asti entre 1861 y 2024 |
|                                                                   |
| Fuente: ISTAT - Elaboración gráfica de Wikipedia                  |